# Wereldfeest Utrecht
Het Wereldfeest Utrecht is een jaarlijks terugkerend festival in de Nederlandse stad Utrecht. Het festival bevatte moderne wereldmuziek, theater, dans, kinderactiviteiten en beeldende kunst, geïnspireerd op of afkomstig uit uiteenlopende culturen. Ook is er een bazaar met traditionele en bijzondere producten. 
Wereldfeest Utrecht trekt jaarlijks meer dan 20.000 bezoekers uit de stad en provincie Utrecht en omgeving. In 2001 vond de eerste editie plaats. Vanaf 2003 is het Julianapark de locatie voor het festival.